# Eloise Copper Mine
Eloise Copper Mine är en koppargruva i Australien. Den ligger i kommunen McKinlay och delstaten Queensland, omkring 1 400 kilometer nordväst om delstatshuvudstaden Brisbane. Eloise Copper Mine ligger 188 meter över havet.
Trakten runt Eloise Copper Mine är nära nog obefolkad, med mindre än två invånare per kvadratkilometer..
Trakten runt Eloise Copper Mine består i huvudsak av gräsmarker. Genomsnittlig årsnederbörd är 397 millimeter. Den regnigaste månaden är februari, med i genomsnitt 116 mm nederbörd, och den torraste är augusti, med 1 mm nederbörd.